# Vaccinium crassifolium
Vaccinium crassifolium är en ljungväxtart. Vaccinium crassifolium ingår i Blåbärssläktet, och familjen ljungväxter.

## Underarter
Arten delas in i följande underarter:
- V. c. crassifolium
- V. c. sempervirens

## Bildgalleri

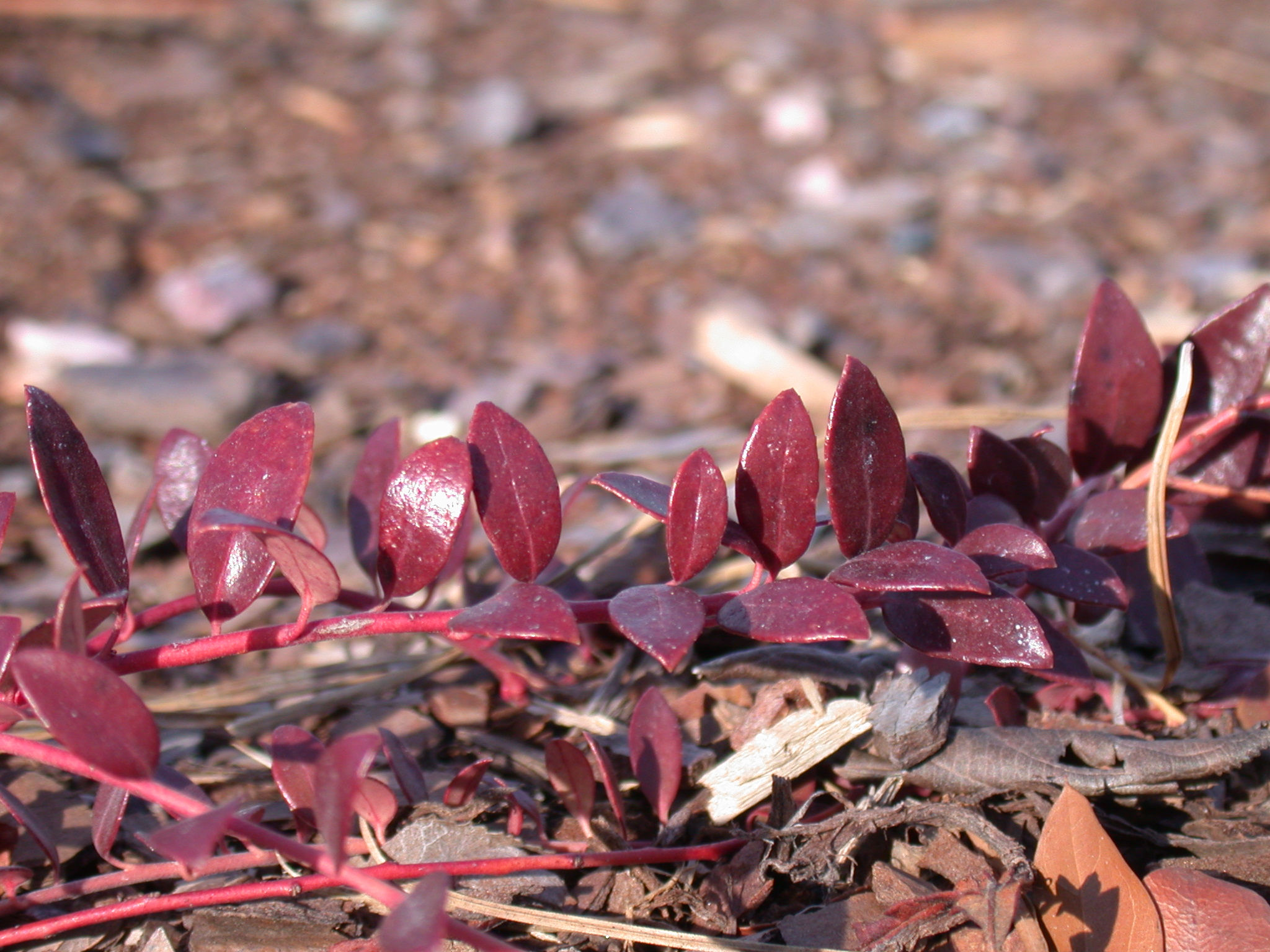